# Phenganax
Phenganax is een geslacht van koralen uit de familie van de Clavulariidae.

## Soort
- Phenganax parrini Alderslade & McFadden, 2011